# Аршеневский, Пётр Исаевич
Пётр Исаевич Аршеневский (?—1803) — генерал-поручик, правитель Смоленского наместничества

## Биография
Его отец, Исай Захарьевич Аршеневский, с 25 декабря 1750 года состоял в чине действительного статского советника; 16 августа 1760 года он был назначен на должность Смоленского губернатора, но три года спустя, по обвинению в лихоимстве, отставлен от службы.
Пётр Исаевич образование получил в Сухопутном шляхетном кадетском корпусе, откуда в 1750 году определён на службу подпоручиком в один из армейских полков.
К началу первой турецкой войны 1768—1774 гг., он состоял уже в чине капитана Архангелогородского пехотного полка. За участие в сражении 7 июля 1770 года при Цыганке на реке Ларге и при покорении 26 июля крепости Измаил Аршеневский был лично пожалован главнокомандующим в секунд-майоры и получил начальство над егерским батальоном полка. Во главе батальона он участвовал в штурме крепости Браилова 24 октября, а 14 ноября был при взятии Бухареста войсками Гудовича, за что был произведён в чин премьер-майора. В ночь с 20 на 21 февраля 1771 года, Аршеневский, при штурме Журжи, ворвался одним из первых в её укрепления; 14 мая находился в деле при Цимбре, 27 — при Турно и особенным отличием ознаменовал своё участие в битве 20 октября при Бухаресте. В разгаре боя корпуса Эссена с турецкими войсками сераскир-эмира Махмета, Аршеневский, во главе охотников, стремительным натиском штурмовал одну из неприятельских батарей, опрокинул турок и занял главный ретраншемент укреплений Бухареста. В результате, 19 августа 1771 года он был награждён орденом Св. Георгия 4-го класса (№ 149 по списку Григоровича — Степанова, № 128 по списку Судравского)
За отличную храбрость, оказанную во время сражения 21 февраля 771 года при Журже, преодолением сильного неприятельского сопротивления и поражением онаго, взошедши в ретранжамент.
За участие в кампании 1773 года был произведён в подполковники.
В 1774 году Аршеневский в числе отличнейших офицеров был отправлен в Оренбургский корпус, действовавший против войск Пугачёва. Получив в командование небольшой отряд лёгких войск из состоявших под общим начальством князя П. М. Голицына, он с отличием участвовал при поражении бунтовщиков в крепости Татищевой и при покорении Берды. В сражении под Каргалой, Аршеневский атаковал и сбил с батареи пугачёвцев, отнял пушки и, преследуя бунтовщиков, содействовал разбитию их наголову. Вслед за тем, он был направлен для очищения и охранения московской дороги. За участие в усмирении пугачёвского бунта Аршеневский был пожалован обер-кригскомиссаром и получил пожизненно пенсию по чину и единовременно 500 червонцев.
В 1778 году П. И. Аршеневский был переименован в полковники, с назначением командиром Апшеронского пехотного полка, в 1783 году произведён в бригадиры и 22 сентября 1786 г. — в генерал-майоры.
Назначенный в 1787 году управлять Смоленским наместничеством, 2 сентября 1793 года он был произведён в генерал-поручики, а 7 января 1797 года переименован в чин тайного советника и в том же году 10 ноября уволен по прошению от службы.
Умер 3 (15) мая 1803 года.